# Horst Eberlein
Horst Eberlein (ur. 25 października 1950 w Walsleben) – niemiecki duchowny katolicki, biskup pomocniczy Hamburga od 2017.

## Życiorys
Święcenia kapłańskie przyjął 16 kwietnia 1977 i został inkardynowany do diecezji Osnabrück. Pracował jako duszpasterz parafialny (był proboszczem m.in. w Friedlandzie, Rostocku oraz w Schwerinie).
9 lutego 2017 papież Franciszek mianował go biskupem pomocniczym archidiecezji hamburskiej ze stolicą tytularną Tisedi. Sakry udzielił mu 25 marca 2017 arcybiskup Stefan Heße.